# Campoletis australis
Campoletis australis är en stekelart som först beskrevs av Henry Lorenz Viereck 1903.  Campoletis australis ingår i släktet Campoletis och familjen brokparasitsteklar. Inga underarter finns listade.